# Latente Steuern
Latente Steuern (latent von lateinisch latens, „verborgen“) sind verborgene Steuerlasten oder Steuervorteile, die sich aufgrund von Unterschieden im Ansatz oder in der Bewertung von Vermögensgegenständen oder Schulden zwischen der Steuerbilanz und der Handelsbilanz ergeben haben und die sich in späteren Geschäftsjahren voraussichtlich abbauen, das heißt in der Zukunft zu Unterschieden zwischen steuerlichen und handelsbilanziellen Gewinnen führen. Aktive latente Steuern sollen zukünftige Steuervorteile (zukünftig steuerlich höheres Gewinnabzugspotential), passive latente Steuern zukünftige Steuerlasten (zukünftig steuerlich höheres Ertragspotential) abbilden.

## Entstehung

### Allgemein
Unterschiede im Ansatz oder in der Bewertung von Vermögensgegenständen oder Schulden kommen durch die unterschiedliche Zwecksetzung von steuerlicher und handelsrechtlicher Gewinnermittlung zustande. Unternehmen in Deutschland haben eine Handelsbilanz nach den Vorschriften des Handelsgesetzbuches zu erstellen. Diese dient der Bemessung der Gewinnausschüttung und der Information externer und interner Adressaten (Geschäftsführung, Anteilseigner, Gläubiger etc.). Die steuerliche Gewinnermittlung dient dagegen der Ermittlung der Bemessungsgrundlage für die Besteuerung. Diese wird in der Regel durch verschiedene Anpassungen aus der Handelsbilanz abgeleitet (§ 60 Abs. 2 EStDV) oder erfolgt durch Aufstellung einer eigenständigen Steuerbilanz.
Aus der unterschiedlichen Zwecksetzung ergeben sich punktuell unterschiedliche Bilanzvorschriften im Handelsrecht und im Steuerrecht.
Während handelsrechtlich für den Zweck der Bemessung einer (angemessenen) Gewinnausschüttung zum Schutze der Gläubiger vorsichtig zu bilanzieren ist oder für Zwecke der Information der Stakeholder Gewinnschwankungen (Volatilitäten), die rein bilanztechnisch begründet sind, möglichst vermieden werden sollen, sind steuerliche (Sonder-)Vorschriften regelmäßig politisch motiviert. Dies wird am Beispiel der Bewertung von Anlagegütern durch Abschreibungen deutlich: zur Vermeidung von Volatilitäten würde man lineare Abschreibungen bevorzugen (es sei denn, die „tatsächlichen Verhältnisse“ [§ 264 Abs. 2 HGB] sprechen dagegen), steuerlich dagegen wirken degressive Abschreibungen wie eine Steuerstundung (Subvention).
Rechnerisch entstehen latente Steuern aus der Gegenüberstellung der Handelsbilanz mit der Steuerbilanz, deren Differenzen mit dem zukünftig zu erwartenden Steuersatz zu bewerten sind.
In der Praxis spricht man auch bei aktiven latenten Steuern von DTA (deferred tax asset) und bei passiven latenten Steuern von DTL (deferred tax liability).

### Historische Entwicklung
In angelsächsischen Ländern besteht keine Verknüpfung von Handels- und Steuerbilanz in Form des deutschen Maßgeblichkeitsprinzips. Erstmals wurde deshalb in den USA ein Konzept zur Abgrenzung latenter Steuern entwickelt. Wichtige Stationen auf diesem Weg waren hierbei die vom American Institute of Certified Public Accountants (AICPA) herausgegebene Opinion No. 11 im Jahre 1967.
Auf internationaler Ebene hat das IASC im Jahre 1979 den IAS 12 mit Wirkung vom 1. Januar 1981 beschlossen. Nach mehrmaliger Überarbeitung wurde dieser Standard in etwas geänderter Fassung im Oktober 1996 erneut verabschiedet. Bis zum Jahr 2004 wurde dieser Standard noch mehrmals überarbeitet. IAS 12 regelt bis heute die Behandlung von Ertragsteuern und somit auch die Bilanzierung und Bewertung von latenten Steuern.
In Deutschland wurde die Abgrenzung latenter Steuern durch Art. 43 Abs. 1 Nr. 11 der 4. EG-Richtlinie im Jahr 1987 eingeführt.
Im HGB bildet § 274 die Grundlage für die Bilanzierung und Bewertung von latenten Steuern. Aufgrund des BilMoG, der Aufhebung von diversen handelsrechtlichen Vorschriften und der Tendenz zu immer größeren Unterschieden zwischen Handels- und Steuerbilanz ist die Bedeutung der Abgrenzung von latenten Steuern deutlich gestiegen.

### Arten der Abweichung
Dabei sind vier Fälle zu unterscheiden:
- (1a) Ein Aktivposten ist in der Steuerbilanz höher als in der Handelsbilanz.
- (1b) Ein Aktivposten ist in der Steuerbilanz niedriger als in der Handelsbilanz.
- (2a) Ein Passivposten ist in der Steuerbilanz niedriger als in der Handelsbilanz.
- (2b) Ein Passivposten ist in der Steuerbilanz höher als in der Handelsbilanz.

Die Fälle 1a und 2a bergen für die Zukunft steuerlich höheres Gewinnabzugspotential (das in der Handelsbilanz verborgen wird), die Fälle 1b und 2b bergen steuerlich höheres Ertragspotential. Daher ist in den Fällen 1a und 2a grundsätzlich eine aktive latente Steuerposition zu bilden, die in den Folgejahren bei Umkehrung der Differenz (Realisierung des verborgenen Gewinnabzugspotentials) aufzulösen ist. Seit BilMoG besteht ein Wahlrecht hinsichtlich der Aktivierung latenter Steuern. Die Auflösung der aktiven latenten Steuerposition führt grundsätzlich zu latentem Steueraufwand in der GuV. In den Fällen 1b und 2b ist entsprechend eine passive latente Steuerposition zu bilden (kein Wahlrecht). Rechtsgrundlage ist § 274 HGB.
Kleine Kapitalgesellschaften sind gemäß § 274a Nr. 4 HGB von der Bilanzierung latenter Steuern befreit. Ob und in welchem Umfang die allgemeinen Vorschriften des § 249 Abs. 1 HGB kleine Kapitalgesellschaften verpflichten, passive latente Steuern zu bilanzieren, ist umstritten.
Solche Abweichungen ergeben sich beispielsweise beim Ansatz von Vermögensgegenständen aus Aktivierungswahlrechten nach dem HGB bzw.
für die Bewertung von Vermögensgegenständen aus unterschiedlichen Abschreibungsmethoden.
Der Ausweis von latenten Steuern in der Handelsbilanz ist erforderlich, um die in § 264 Abs. 2 HGB geforderte korrekte Darstellung der Vermögens-, Finanz- und Ertragslage nach den tatsächlichen Verhältnissen zu gewährleisten (siehe auch Grundsätze ordnungsmäßiger Buchführung).
Differenzen zwischen Handelsbilanz und Steuerbilanz können temporär oder permanent sein. Von temporären Differenzen spricht man, wenn die Unterschiede in Ansatz oder Bewertung von Vermögensgegenständen bzw. Schulden (bilanzielle Differenzen) in der Zukunft abgebaut werden. Permanente Differenzen gleichen sich nicht im Zeitablauf aus wie bspw. steuerlich nicht abzugsfähige Aufwendungen oder steuerfreie Erträge. Man spricht von quasi-permanenten Differenzen, wenn sie im Rahmen des gewöhnlichen Geschäftsgangs nicht in naher Zukunft abgebaut werden, sondern von der Disposition des Bilanzierenden abhängig sind (bspw. Verkauf eines Grundstücks).

## Bilanzierung

### Allgemein
Für die Bilanzierung von latenten Steuern gibt es zwei Wege, um noch nicht versteuerte Aufwendungen oder Erträge festzustellen. Die eine Methode ist vergangenheits- und gewinnorientiert (Betrachtung von Unterschieden zwischen handelsrechtlichem Gewinn und steuerlicher Bemessungsgrundlage in der Vergangenheit) und die andere bilanzorientiert (Betrachtung der Unterschiede von Aktiva und Passiva – sog. 'Liability-Methode'). In Deutschland war in § 274 HGB bis 2009 die gewinnorientierte Betrachtungsweise geregelt. Mit dem Bilanzrechtsmodernisierungsgesetz (BilMoG) hat die international geläufige bilanzorientierte Betrachtungsweise in das HGB Eingang gefunden. Theoretisch führen beide Konzepte zu denselben Ergebnissen.

### Liability-Methode
Bei der bilanzorientierten Liability-Methode, auch als Verbindlichkeitenmethode bekannt, werden aktive latente Steuern wie Forderungen und passive latente Steuern wie Verbindlichkeiten gegenüber dem Finanzamt betrachtet. Der richtige Vermögens- und Schuldenausweis wird in den Vordergrund gestellt.  Bei der Liability-Methode kommt es nicht auf den Ergebnisunterschied an, sondern auf die Unterschiede in den einzelnen Bilanzpositionen.
Die jeweilige Höhe hängt von den zukünftigen Steuersätzen ab, welche im Zeitpunkt der Umkehr der Differenzen anzuwenden sind. Daher müssen diese Steuersätze ggf. geschätzt werden. Eine spätere Änderung des Steuersatzes hat zur Folge, dass eine Anpassung der latenten Steuern erfolgen muss.

### Deferral-Methode
Bei der Deferral-Methode, auch als Abgrenzungsmethode bezeichnet, ist es das Ziel, den Steueraufwand zu zeigen, der sich aus der Handelsbilanz ergeben hätte.  Diese Methode ist GuV-orientiert und dient dem periodengerechten Erfolgsausweis durch ihre Eigenschaft eines Rechnungsabgrenzungspostens.
Zugrunde gelegt wird der jeweils im Zeitpunkt der Abgrenzung geltende Steuersatz. Bei einer Änderung dieses Steuersatzes erfolgt keine nachträgliche Anpassung.

### Aktive vs. passive latente Steuer
Zukünftig höhere steuerliche Gewinnabzugspotentiale (o. g. Fälle 1a und 2a) führen zu latenten Steuern auf der Aktivseite (wie ein Vermögensgegenstand), steuerlich höhere Ertragspotentiale (o. g. Fälle 1b und 2b) führen zu passiven latenten Steuern (wie eine Schuld). Handelsrechtliche Vorschrift ist § 274 HGB.
- Aktive latente Steuer: 
In der Handelsbilanz gilt für aktive latente Steuern ein Bilanzierungswahlrecht. Vor BilMoG konnte ein Rechnungsabgrenzungsposten, nach BilMoG kann ein gesonderter Posten „Aktive latente Steuern“ gebildet werden. Wirtschaftlich ist dieser Posten wie eine Forderung gegenüber dem Finanzamt zu verstehen. Nach der Rechtslage vor dem BilMoG konnten die aktiven latenten Steuern zwar zu einem höheren Gewinnausweis in der Handelsbilanz führen, doch war dieser Betrag bei Ermittlung des für Ausschüttungen zur Verfügung stehenden Betrags wieder abzuziehen. Durch das BilMoG ist diese Beschränkung in der aktuellen Fassung des § 274 HGB nicht mehr enthalten. Allerdings besteht nun nach § 268 Abs. 8 HGB eine Ausschüttungssperre in Höhe des aktivierten Aktivüberhangs an latenten Steuern. Soweit das Wahlrecht zur Aktivierung latenter Steuern ausgeübt wird, kann der resultierende Ertrag daher nicht an die Anteilseigner ausgeschüttet werden.
- Passive latente Steuer: 
Für passive latente Steuern war in der Handelsbilanz bis zum BilMoG eine Rückstellung zu bilden; heute muss diese Steuer als „Passive latente Steuer“ passiviert werden (Bilanzierungspflicht). Wirtschaftlich betrachtet handelt es sich um auf zukünftige steuerliche Mehrgewinne entstehende Verbindlichkeiten gegenüber dem Finanzamt aus Steuern.

Bei Bilanzierung nach IAS/IFRS ist sowohl die Passivierung als auch die Aktivierung latenter Steuern, die durch zeitliche oder quasi-permanente Differenzen entstehen, Pflicht (IAS 12).

## Bewertung

### Allgemein
Bei Bilanzierung nach HGB durften vor BilMoG nur latente Steuern zu solchen temporären Differenzen bilanziert werden, die temporärer Art, aber nicht quasi-permanent sind (Timing-Konzept). Bei der Bilanzierung nach IAS/IFRS mussten immer schon  auch latente Steuern auf quasi-permanente Differenzen bilanziert werden (Temporary-Konzept).
Bei Anwendung der internationalen Bilanzierungsrichtlinien müssen auch bei einer Neubewertung von Sachanlagen im Rahmen des „Allowed Alternative Treatment“ latente Steuern ausgewiesen werden. Da die Neubewertung erfolgsneutral über eine Neubewertungsrücklage erfolgt, die nach der Neubewertung höheren Abschreibungen jedoch erfolgswirksam verbucht werden, findet kein späterer Erfolgsausgleich statt. Es handelt sich hier um permanente Differenzen, die eigentlich keine latenten Steuern darstellen. Daher sieht IAS 12.61 vor, dass in diesem Fall ein Teil der Rücklagen (Eigenkapital) für latente Steuern reserviert wird. Der gesamte Vorgang ist erfolgsneutral.
Abweichend vom HGB unterliegen somit nach internationaler Rechnungslegung nicht nur Ergebnis-, sondern auch Eigenkapitalunterschiede dem Ausweis latenter Steuern. Latente Steuern sind daher nach internationaler Rechnungslegung von erheblich größerer Bedeutung als nach HGB. Die Bedeutung wird insbesondere vor dem Hintergrund sinkender Steuersätze im Rahmen des internationalen Wettbewerbs zwischen Staaten um Industriestandorte deutlich.

### Timing-Konzept
Im Timing-Konzept werden zeitlich befristete Bilanzierungs- und Bewertungsunterschiede zwischen Handels- und Steuerbilanz berücksichtigt.  Notwendig dafür ist es, dass diese Differenzen sich im Zeitpunkt ihrer Entstehung und im Zeitpunkt ihrer Umkehr in der Gewinn- und Verlustrechnung niederschlagen, wodurch eine Abweichung zwischen den beiden Bilanzen entsteht.  Entstehen erfolgsneutrale Differenzen, z. B. aufgrund einer erfolgsneutralen Zuschreibung, so führt dies nicht zu einer Abgrenzung latenter Steuern, da sich das Ergebnis der GuV nach Handels- und Steuerrecht nicht unterscheidet.
Das Timing-Konzept berücksichtigt also nur erfolgswirksame, jedoch keine erfolgsneutralen Differenzen. Außerdem finden im Timing-Konzept zeitlich unbegrenzte sowie quasi zeitlich unbegrenzte Differenzen keinen Ansatz.

### Temporary-Konzept
Im Gegensatz zum Timing-Konzept berücksichtigt das Temporary-Konzept neben den erfolgswirksamen auch die erfolgsneutralen Differenzen zwischen Handels- und der Steuerbilanz. Voraussetzung ist jedoch, dass sie bei ihrer Auflösung zu einem Aufwand oder Ertrag führen, bei ihrer Entstehung jedoch nicht.
Das Temporary-Konzept orientiert sich somit an der Bilanz, nicht nur an der GuV wie das Timing-Konzept. Übergeordnetes Ziel ist die korrekte Darstellung der Vermögenslage im Jahresabschluss, wobei  der periodengerechte Ausweis eher in den Hintergrund tritt.
Das Timing-Konzept bildet eine Teilmenge des Temporary-Konzeptes.  Neben den temporären Differenzen werden zusätzlich bestimmte quasi-permanente Differenzen berücksichtigt.

## Beispiel
Ein Wertpapier ist für Zwecke der steuerlichen Gewinnermittlung als Aktivposten mit einem Wert von 90.000 € anzusetzen. Der Wert nach IFRS beträgt dagegen 120.000 €. Die Differenz von 30.000 € ist in Höhe von 20.000 € auf eine erfolgsneutrale Zuschreibung über die Neubewertungsrücklage in der IAS/IFRS-Bilanz zurückzuführen. Der erwartete zukünftige Steuersatz des Unternehmens beträgt 30 %.
Da nun der steuerliche Bilanzansatz niedriger ist als der nach IAS/IFRS ermittelte Wert, entsteht steuerlich ein höheres Ertragspotential (bei Verkauf bspw. zu 150.000 € in der Zukunft würde steuerlich ein höherer Gewinn als nach IAS/IFRS entstehen). Also muss in der nach IAS/IFRS erstellten Bilanz eine passive latente Steuerschuld bilanziert werden, die sich aus der Bewertungsdifferenz multipliziert mit dem zukünftigen Steuersatz errechnet: 30 % × 30.000 € = 9.000 €.
Davon sind 30 % × 10.000 € = 3.000 € erfolgswirksam über die GuV zu erfassen, da die Bewertungsdifferenz in Höhe von 20.000 € erfolgsneutral und nur in Höhe der 10.000 € erfolgswirksam zustande gekommen war. Der Betrag von 6.000 € ist erfolgsneutral im Soll über das Eigenkapital zu buchen.